# Дніпровський район (Запоріжжя)
Дніпро́вський район (до 2016 року — Ленінський) — адміністративно-територіальна одиниця міста Запоріжжя. Загальна площа району — 49,67 км². Розташований вздовж правого та частково лівого берегів річки Дніпро (завдожки близько 10 км). Межує з Вознесенівським районом міста Запоріжжя по залізничній колії між вулицями Величара та Героїв Крут; з Заводським районом — вздовж річки Дніпро та частини 8-го селища вулицею Північне шосе; з Хортицьким районом — вздовж річки Дніпро. До складу Дніпровського району увійшли такі мікрорайони Запоріжжя, як Осипенківський, Бородінський, Верхня Хортиця, Великий Луг та декілька невеликих селищ. Орган управління — районна адміністрація Запорізької міської ради по Дніпровському району.

## Історія

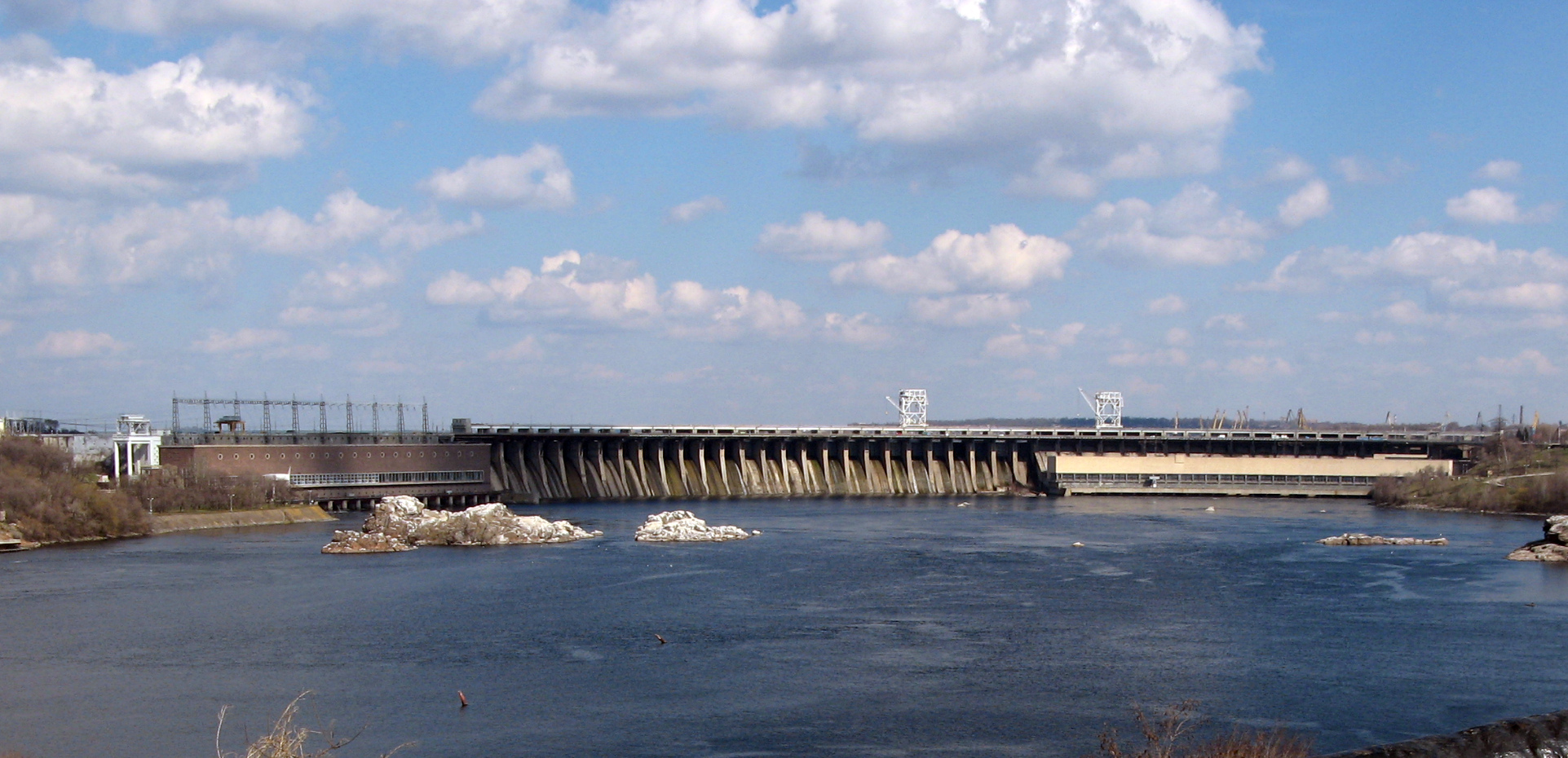
Дніпровська ГЕС

Дніпровський район є першим за часом виникнення адміністративним районом міста Запоріжжя.  Вперше цей район було утворено 16 березня 1928 року під назвою Кічкаський (Дніпробудівський) район, який проіснував до 9 вересня 1935 року.
21 січня 1939 року район було утворено вдруге під назвою Ленінський.
19 лютого 2016 року, в ході декомунізації, район отримав сучасну назву. Ключову роль у розвитку району відіграло будівництво Дніпровської ГЕС у 1927—1932 роках. Після завершення будівництва греблі, внаслідок затоплення місцевості з частини правого берега Дніпра, на початку 1930-х років, утворилося Дніпровське водосховище з мальовничим островом.

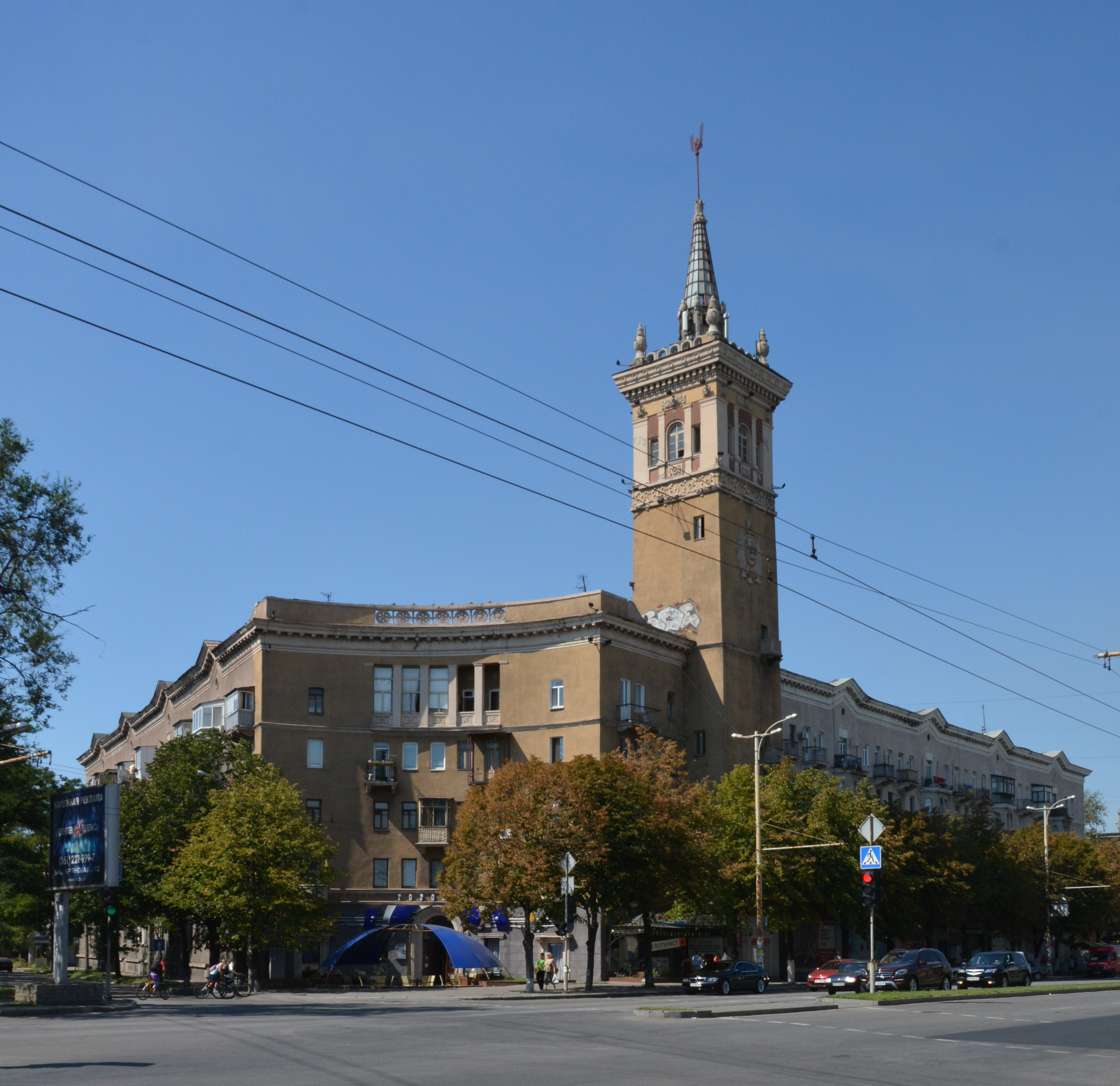
Житловий будинок, що формує в'їзд з боку шляхопроводу, архітектори І. Л. Козлінер, Л. Я. Гершович (Соборний проспект, 175)

У 1934 році побудований  у верхньому б'єфі Дніпра річковий порт. Вирішення енергетичних проблем у 1920-х роках ХХ століття будівництвом у рекордно стислі терміни Дніпровської ГЕС, на той час найпотужнішої в Європі, надало могутній поштовх для розвитку промислових та культурних об'єктів міста і в цілому Запорізької області та сусідніх областей.
Архітектурною пам'яткою Дніпровського району є забудова Соцміста. Відповідно з державним Генеральним планом 1932 року поблизу електростанції почалась розбудова лівобережної частини району, так зване Соцмісто. Забудова здійснювалась в актуальному для першої половини XX століття стилі конструктивізму.
19 листопада 1949 року урочисто відкритий Палац культури Енергетиків. Авторами проєкту є архітектори Купеціо-Орлова та Алфьоров.

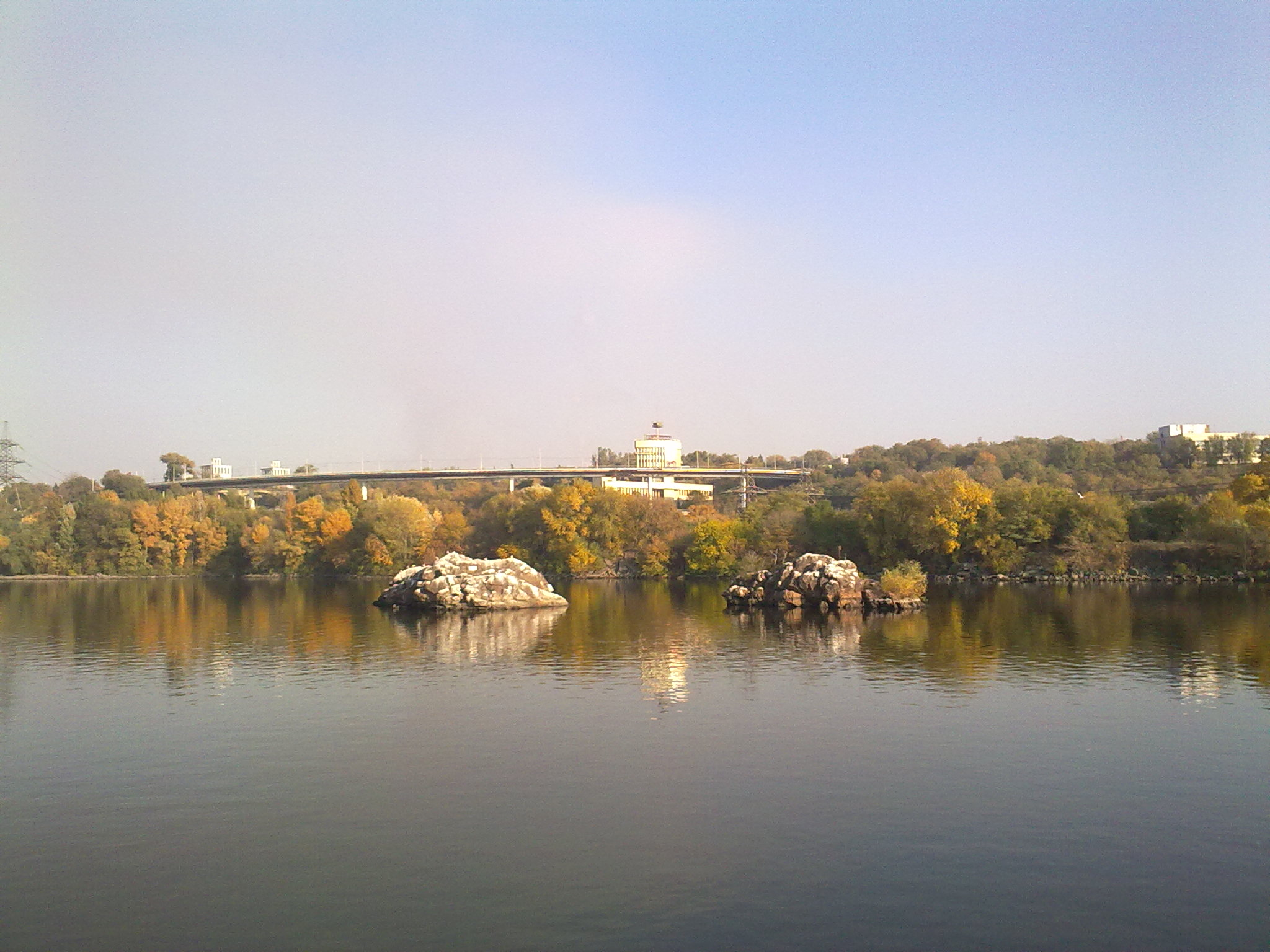
Естакада греблі Дніпровської ГЕС

Парки та сквери, приміщення торговельно-промислового призначення, будівлі дитячих садочків, лікарень, установ культури, школи–гіганта (нині — приміщення належить Національному університету «Запорізька політехніка», колишня Запорізькій державній інженерній академії), стадіон «Металург» (нині — «Славутич-Арена») — все це представляло гармонійний ансамбль. Конструктивною функціональністю, силуетами будівництва і архітектурними деталями Соцмісто скликалося з Дніпровською ГЕС. 1937 року на Всесвітній виставці у Парижі цей план будівництва міста отримав нагороду як «Видатне місто — будівельний і архітектурний комплекс» та у 1939 році — премію у Нью-Йорку.
На території району знаходяться національно-історичні пам'ятки, які визнані всесвітньо значущими і мають велике значення у вихованні свідомих патріотів України.
У 1995 році, у зв'язку з адміністративно-територіальними змінами міста, частина території тогочасного Ленінського району відійшла до новоутвореного Хортицького району.
Під час повномасштабного російського вторгнення в Україну Дніпровська ГЕС потрапляла під російські атаки декілька разів: у жовтні та грудні 2022 року. Наймасованіша атака відбулася 22 березня 2024 року. Тоді окупанти завдали по Запоріжжю 20 ракетних удари, з яких 12 влучили по гідроелектростанції. Наразі досі не вдалося відновити енергетичну генерацію, на греблі відремонтувано лише дорожнє полотно.

## Населення
Населення району станом на 1 січня 2017 року становить 134,372 тисяч осіб, проте має тенденцію до зменшення в останні роки:
| Рік                    | 2011  | 2016  | 2017    |
| ---------------------- | ----- | ----- | ------- |
| Чисельність, тис. осіб | 139,3 | 135,8 | 134,372 |

### Мовний склад
Рідна мова населення за даними перепису 2001 року:
| Мова       | Чисельність, осіб | Доля    |
| ---------- | ----------------- | ------- |
| українська | 67 995            | 44,95 % |
| російська  | 81 235            | 53,71 % |
| інші       | 2 030             | 1,34 %  |
| Разом:     | 151 260           | 100 %   |

## Основні галузі промисловості
Основними видами промислової діяльності в районі є — обробна промисловість, виробництво і розподілення електроенергії, газу та води, машинобудування, будівництво та транспорт.
На території району розташована низка комунальних підприємств: Дніпровська дільниця КП «Зеленбуд», КП «ЕЛУАШ», дільниця КП «Міськсвітло», філія концерну «Міські теплові мережі» Дніпровського району, Правобережний районний відділ електричних мереж Запорізьких міських електричних мереж ВАТ «Запоріжжяобленерго», дільниця каналізації та водопроводу Дніпровського району КП «Водоканал», річковий порт.
Економіко-визначальні підприємства району, на сучасному етапі, великою мірою зберігають свій виробничий, технічний та інтелектуальний потенціал.

## Освіта, наука та медицина
У Дніпровському районі розташовані 21 загальноосвітній навчальний заклад комунальної форми власності, 18 дошкільних навчальних закладів та 2 дошкільних відділення при навчально-виховних комплексах.
На території району функціонують два навчально-виховних заклади недержавної форми власності: спеціалізована школа «Хабад Любавич» з поглибленим вивченням івриту та англійської мови, товариство з обмеженою відповідальністю «Ліцей економіки та інформаційних технологій».
У 23 школах Дніпровського району навчаються понад 11,8 тис. школярів, у 18 дошкільних закладах виховуються понад 4,7 тис. малюків.
Дошкільні заклади мають спеціалізовані групи, які спрямовані надавати додаткові послуги, що сприяють всебічному розвитку дітей дошкільного віку. Так, в районі функціонує 7 санаторних груп та 31 спеціалізована група.

Логотип колишньої Запорізької державної інженерної академії

На території району розташовані два вищих навчальних заклади різних рівнів акредитації:
- ІІІ—IV рівня акредитації — Запорізька державна інженерна академія, Запорізький інститут економіки та інформаційних технологій.

Також функціонують три професійно-технічних навчальних заклади І—ІІ рівня акредитації
- ВСП «Запорізький гідроенергетичний фаховий коледж ЗНУ»;
- Державний навчальний заклад «Запорізький професійний будівельний ліцей»;
- Державний навчальний заклад «Запорізький правобережний професійний ліцей».

Науковий потенціал району представляють: Запорізька медична академія післядипломної освіти Міністерства охорони здоров'я України, ПАТ «Український науково-дослідний проєктно-конструкторський та технологічний інститут трансформаторобудування» ПАТ «ВІТ», ПАТ Спеціальне проєктне і конструкторсько-технологічне бюро «Запоріжгідросталь».
У Дніпровському районі працюють дві клінічні лікарні:
- Комунальний некомерційний заклад «Міська клінічна лікарня № 3»;
- КНП «Запорізька міська багатопрофільна клінічна лікарня № 9»;
- КНП «Дитяча поліклініка № 6»;
- КНП «Пологовий будинок № 4»;
- КНП «Міська стоматологічна поліклініка № 3».

Районна адміністрація Запорізької міської ради по Дніпровському району сприяє налагодженій роботі лікувально-профілактичних установ.

## Культура та мистецтво
На території Дніпровського району розташована значна кількість історико-культурних національних пам'яток та пам'ятників, серед основних — пам'ятки доби раннього слов'янства, антів, Київської Русі, пам'ятки XVIII століття.
Це унікальна природна і козацька реліквія — 700-річний Запорозький дуб, поряд з яким здійснено реконструкцію туристичного комплексу. Це і легендарна Дніпровська ГЕС, меморіал «Скорботна мати», де увічнено пам'ять понад 1600 загиблих бійців-визволителів міста Запоріжжя від фашистських загарбників у жовтні 1943 року.
На території району розташовані:
- Запорізька обласна філармонія;

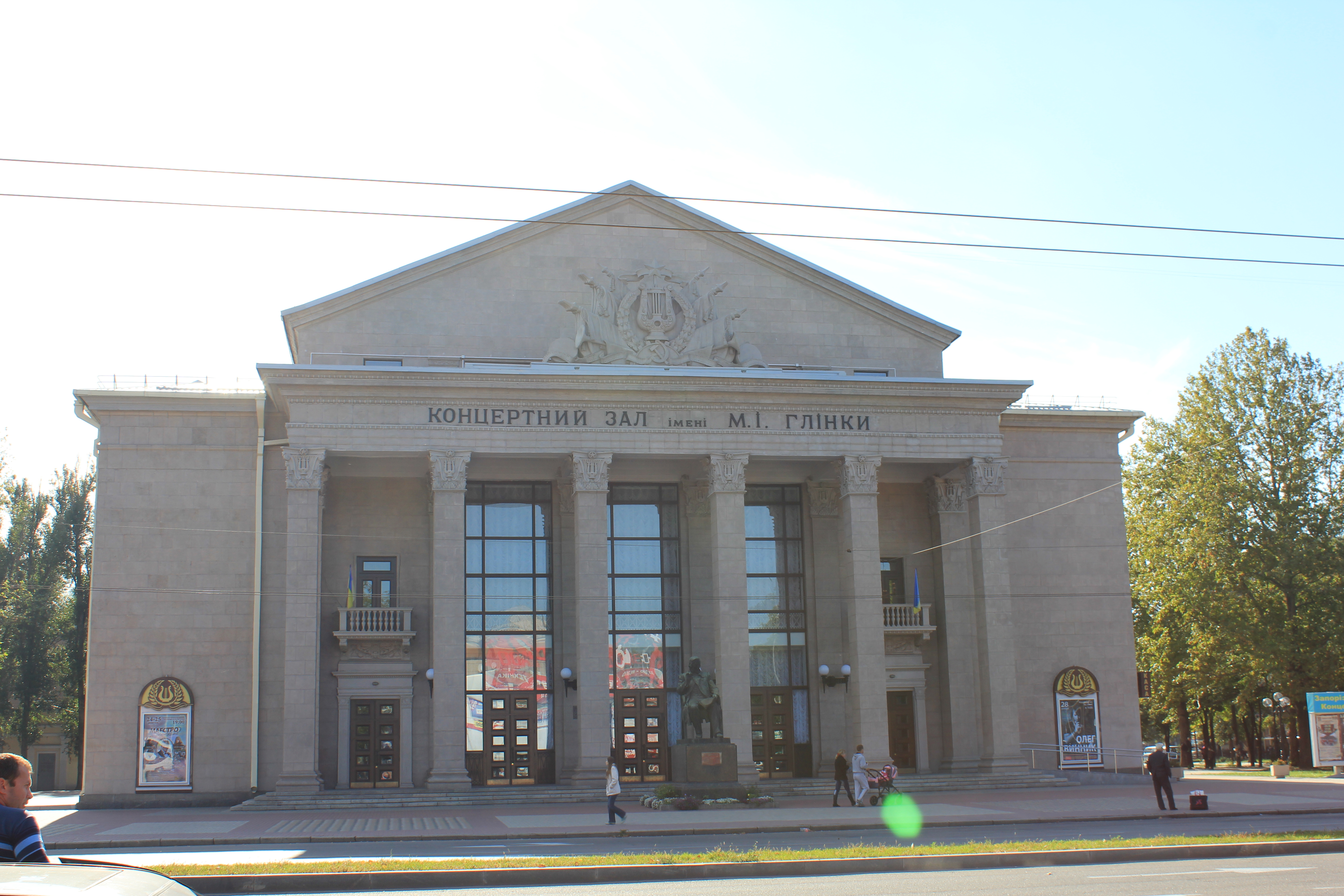
Концертний зал імені Михайла Глінки

- Міський палац юнацької та дитячої творчості;
- Центр дитячої та юнацької творчості Дніпровського району;
- музичні школи;
- Палац культури «Металургів» ПАТ «Запоріжсталь», Палац культури ПАТ «ЗАлК», Палац культури ПАТ «Запоріжтрансформатор», Палац культури «Енергетиків» ПАТ «Запоріжжяобленерго».

Працює 10 бібліотек із загальним фондом понад 345,4 тис. книг, обсяг читачів яких складає 38064 особи.
На території району розташований стадіон «Славутич-Арена» (колишній — «Металург»).

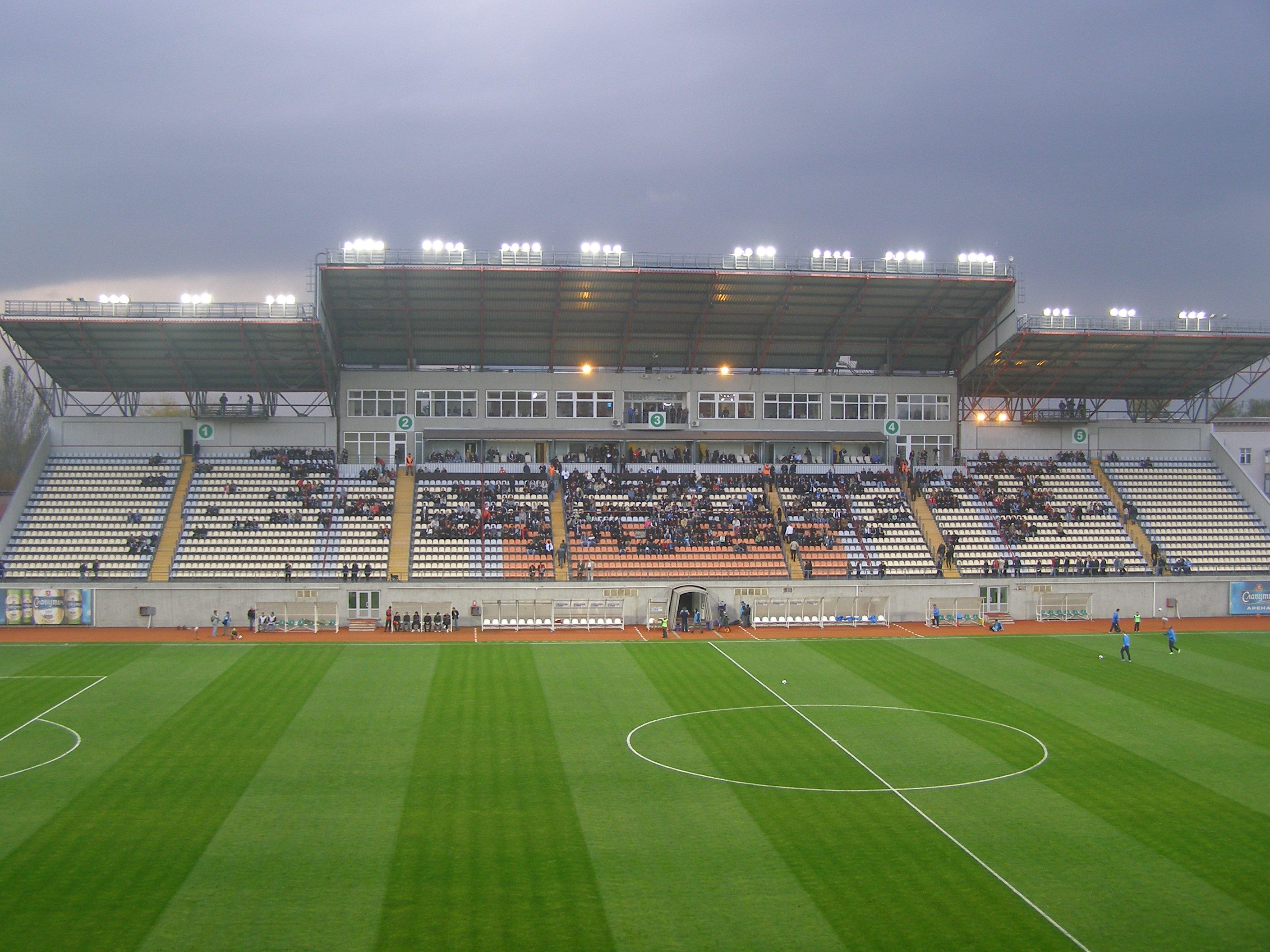
Славутич-Арена

З метою організації відпочинку дітей в районі функціонують дитячо-юнацькі клуби, спортивні та дитячі майданчики у парку по вулиці Сергія Синенка, у Осипенківському і Бородінському мікрорайонах.
У серпні 2011 року на території району біля ДК ЗТЗ відкрито новий меморіальний комплекс (встановлена зенітна гармата КС-12 зразка 1941 року), присвячений солдатам 3-ї батареї 16 зенітно-артилерійського полку яка розташовувалась в районі балки Придніпровської.
Для вшанування Дня пам'яті і примирення та Дня перемоги над нацизмом у Другій світовій війні на вулиці Гребельній розташований меморіал «Скорботна мати».

## Парки, сквери, пішохідні зони
Для відпочинку в районі існує 13 скверів та 5 парків, зокрема сквер на Запорізькій площі, парки Металургів та Енергетиків, сквери на бульварі Вінтера, вулицях Товариській, вулиці Дмитра Вишневецького, Розенталь, Сергія Синенка тощо.
Парки:
- Парк Енергетиків (біля греблі Дніпровської ГЕС, на правому березі)
- Парк Придніпровський (правий берег) (до 2024 року —  парк по вул. Сергія Синенка)[9]
- Парк імені Гутника-Залужного (Бородинський мікрорайон) (попередня назва —  Журналістів)
- Парк воїнів-інтернаціоналістів (Бородинський мікрорайон)
- Парк Металлургів (на лівому березі)
- Парк ім. Чуйкова (Бородинський мікрорайон)
- Парк на вулиці Дмитра Вишневецького (Бородинський мікрорайон).

18 жовтня 2024 року в парку Металургів відкрита меморіальну інсталяцію «Дерево пам'яті», автор якого є  художник-постановник Дмитро Костюминський, який у 2022 році вступив до лав ЗСУ. До створення 9-метрової інсталяції долучились рідні та близькі полеглих героїв. На металевих «гілках» розміщуватимуть трубки замість листя, на кожній з яких вкарбовані імена полеглого захисника чи захисниці із Запорізької області.
Сквери:
- Сквер на площі Запорізькій (лівий берег)
- Сквер Піонерський  (правий берег)
- Сквер Кільце ЗТЗ на вул. Сернія Синенка, 55 (правий берег)
- Сквер Півколо на вул. Сергія Синенка, 1 (правий берег)
- Сквер на вул. Сергія Синенка між будинками № 63 та 63А (правий берег)
- Сквер присвячений Менонітам на вул. Розенталь (Верхня Хортиця)

Пішохідні зони:
- Бульвар Бельфорський (район міської лікарні № 9)
- Бульвар Парковий (лівий берег)
- Бульвар між вул. Кіяшка та бульваром Вінтера (правий берег).

## Житлово-комунальне господарство
Житловий фонд району налічує 32 тис. квартир. Це понад 800 будинків та 21 гуртожиток.

## Політичне життя
Дніпровський район (разом із Заводським районом м. Запоріжжя) належить до територіального виборчого округу № 75 з виборів Народних депутатів України ЦВК, виборчий округ № 75.. У жовтні 2014 року перемогу на виборах до Верховної Ради України здобув висуванець Блоку Петра Порошенка Ігор Артюшенко.

## Галерея

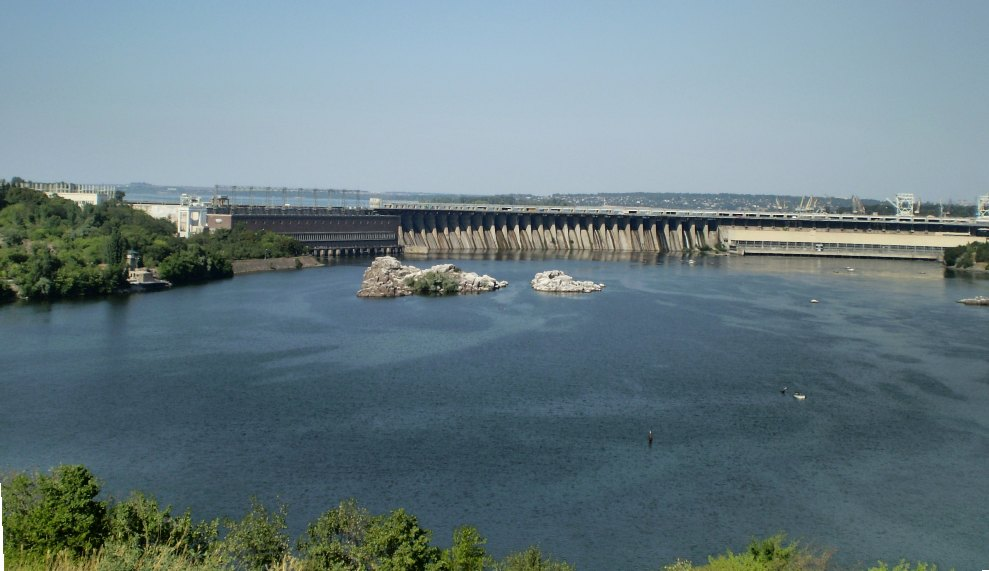
Дніпровська ГЕС
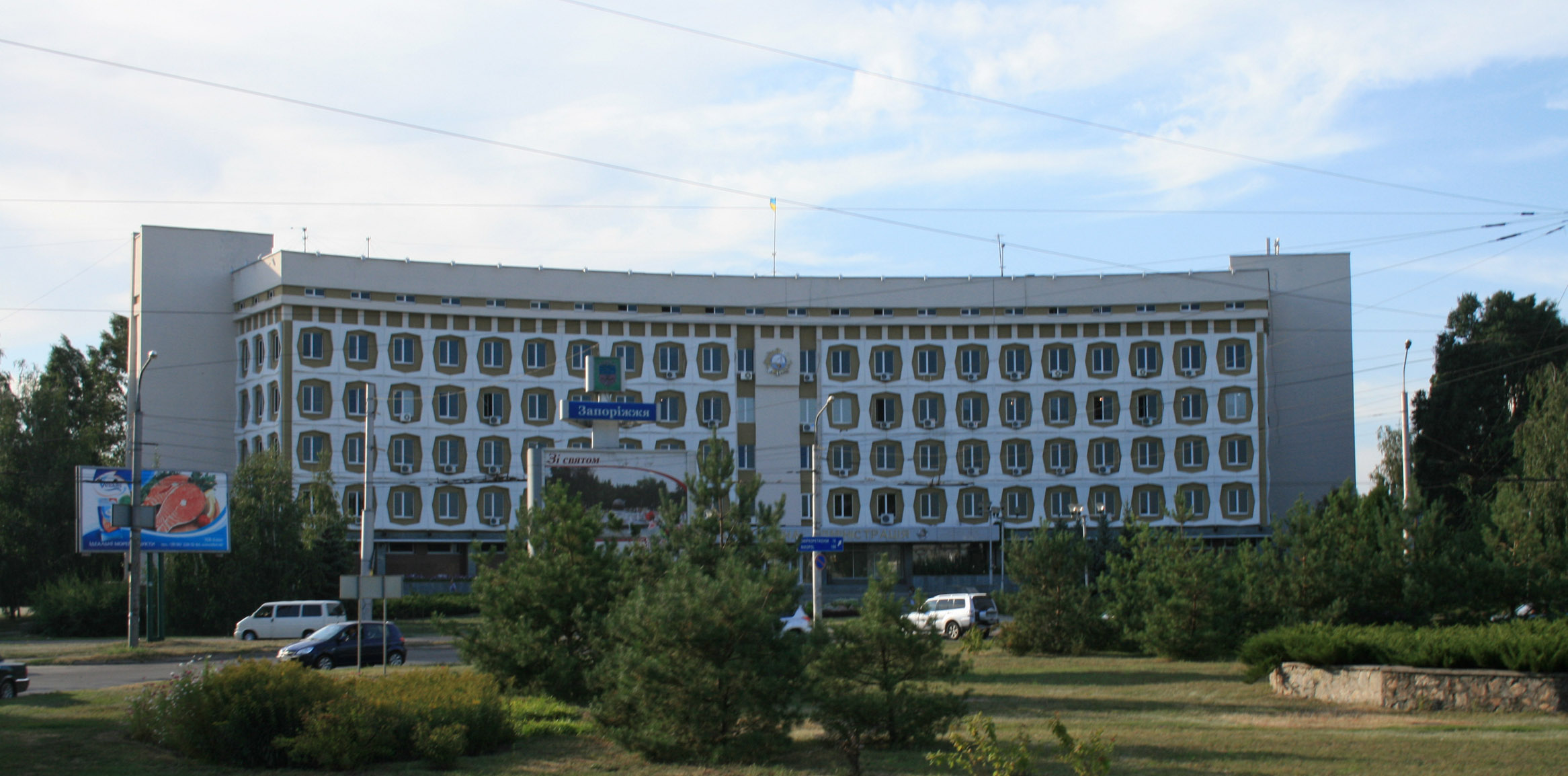
Дніпровська РДА
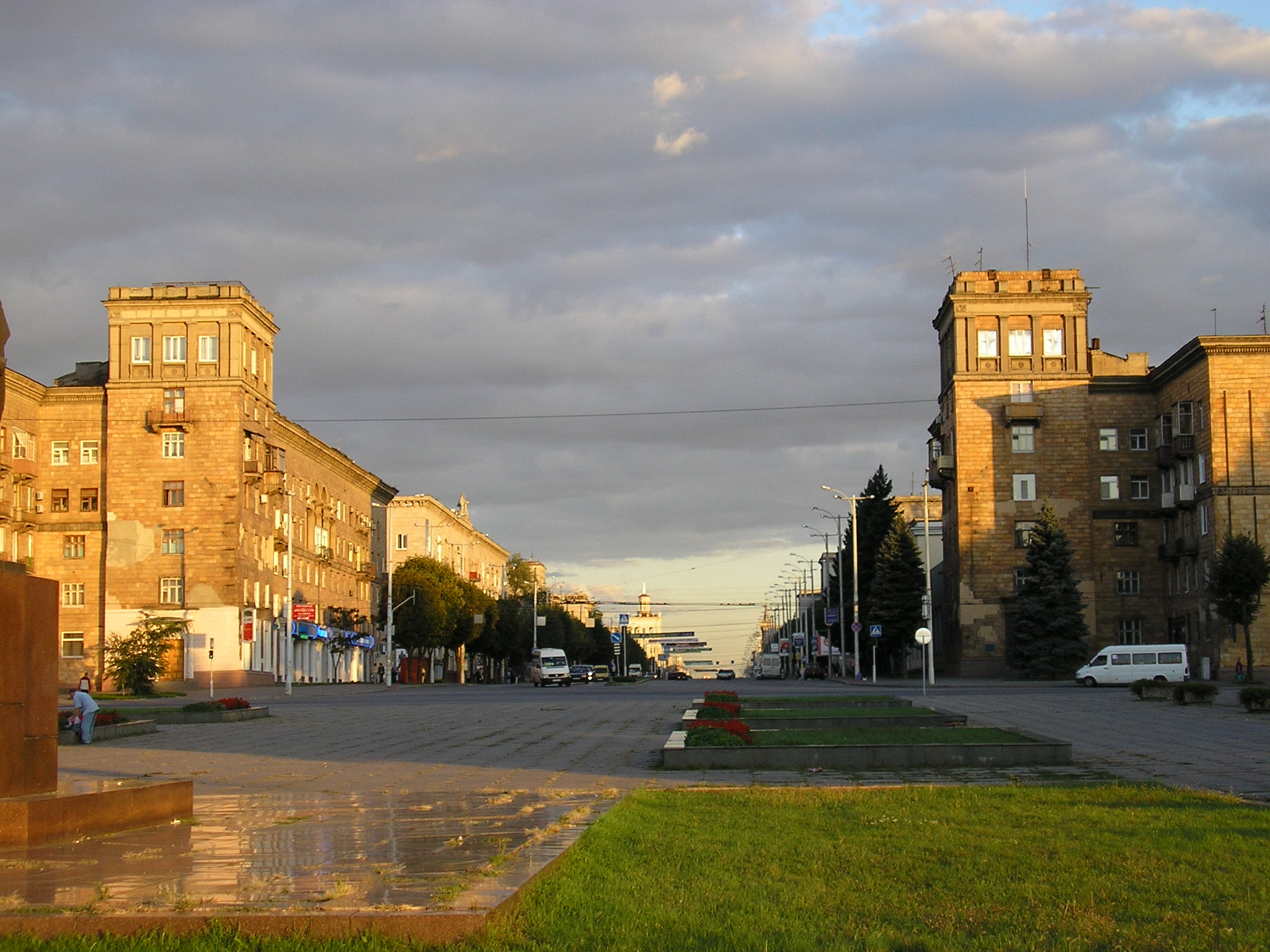
Краєвид на Соборний проспект з площі Запорізької
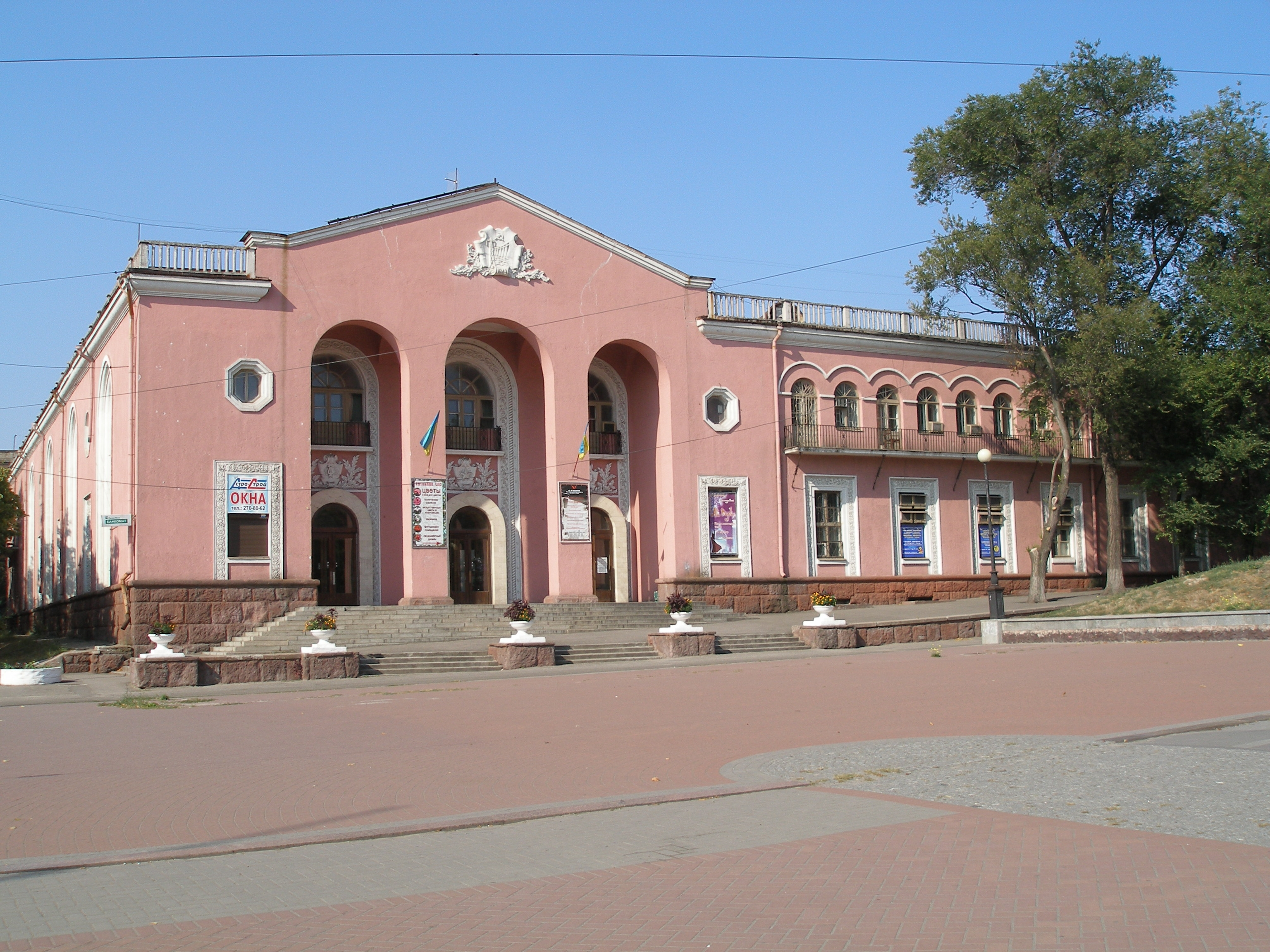
Палац культури енергетиків
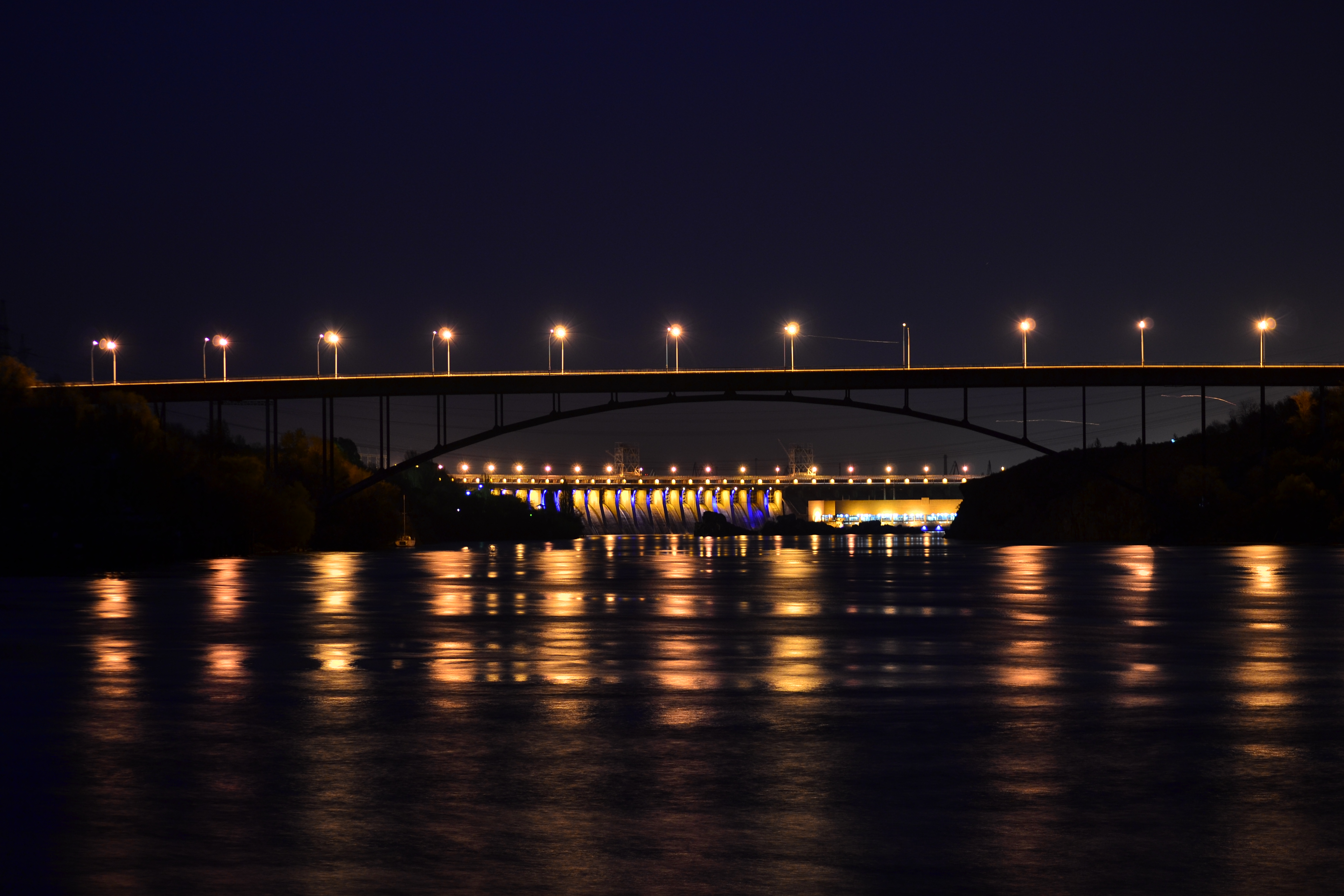
Гребля та Арковий міст
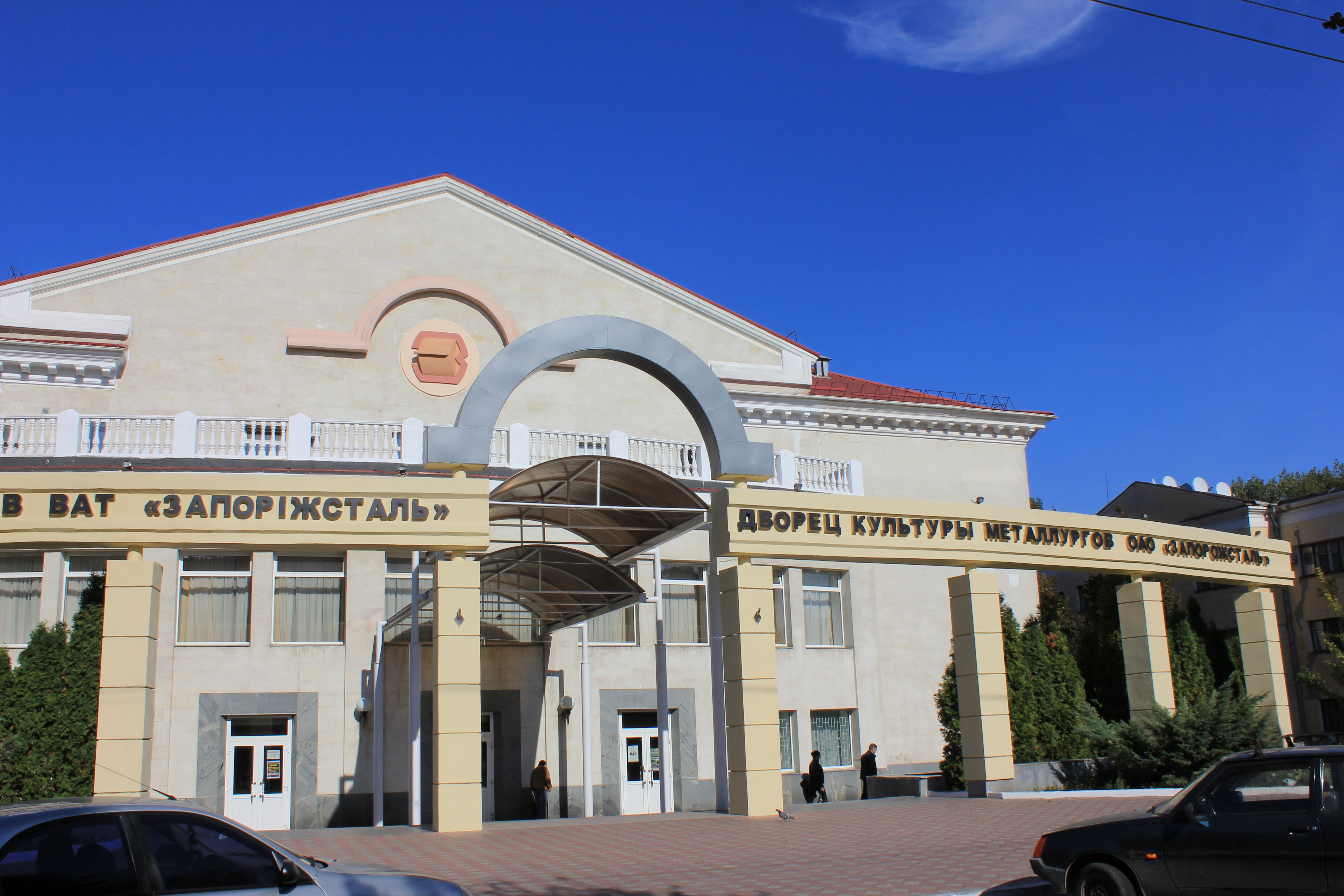
Палац культури металургів ВАТ «Запоріжсталь»
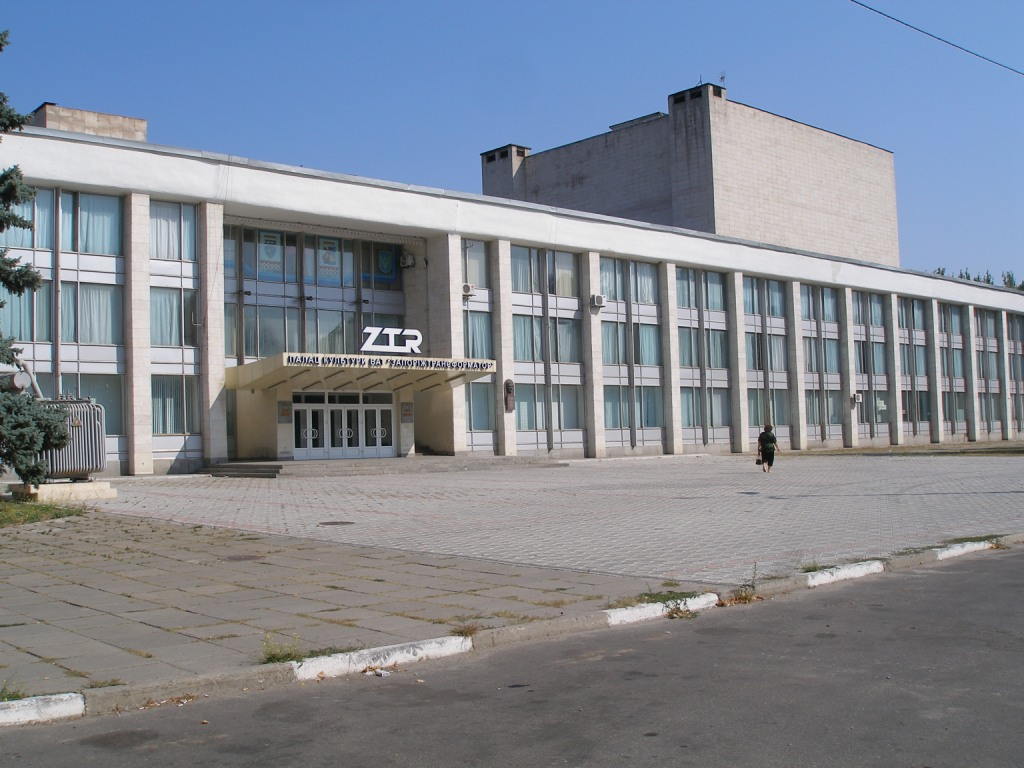
Палац культури «ЗТЗ»
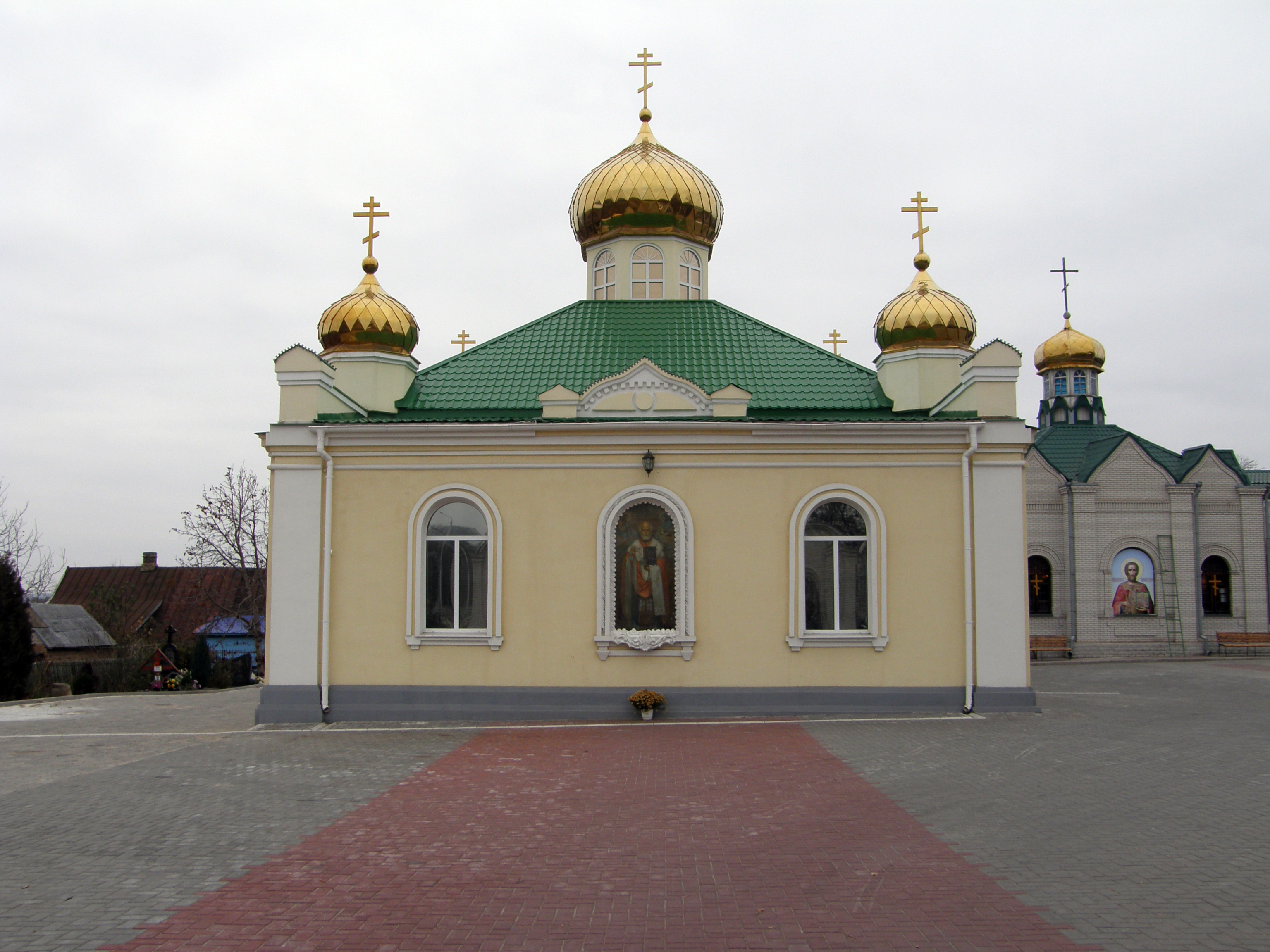
Церква святого Миколая